# Mac OS X v10.3
Mac OS X v10.3, "Panther" var den fjärde riktiga uppdateringen av Apples operativsystem Mac OS. Operativsystemet lanserades den 24 oktober 2003 och kostade 129 USD eller 199 USD för familjepaketet som tillät att man installerade operativsystemet på fem stycken olika datorer i hushållet.  

## Systemkrav
- Datorer som stöds - Power Mac (G3, G4, G5), Imac, Emac, Powerbook (G3 (bara de som hade brons tangentbord) G4) och Ibook (G3, G4)
- Processor Typ - PowerPC G3, G4 eller G5.
- Krav på internminne – 128 MB
- Hårddisksutrymme - 1.5 GB

## Finesser
Apple hävdade i sin marknadsföring för Panther att det skulle vara med minst 150 nya finesser i uppdateringen av operativsystemet.
- Finder fick ett uppdaterat gränssnitt 
  - Fönster och program fick borstad metall på lister med mera.
  - Realtids-sökning - Som i Itunes
  - Möjligheten att förändra sidofältet i Findern
  - Modifierad ikon
- Snabbt användarbyte - En användare kunde fortfarande vara inloggad trots att en annan användare loggade in på sitt konto. Bytet mellan olika användarkonton förtydligades genom en animation där skrivbordet roterades ut som en kub och den andra användaren hade sitt skrivbord på en annan sida av kuben. Denna effekt syntes bara på system som hade Quartz Extreme.
- Exposé - Ett program som hjälper användaren att ordna sina fönster. Det är särskilt användbart om användaren har väldigt många fönster öppna samtidigt.
- Inbyggt stöd för
  - Fax
  - Zip
  - X11 fönsterhanterare
- Stöd för Microsoft Word-dokument i TextEdit
- En ny Dock - Med en ny stil; transparent. Man har bland annat tagit bort den gamla stilen "Pinstripe".
- Ökat stöd för att kommunicera med Microsoft Windows
- Förbättrad säkerhet
- Ett förbättrat Filevault - Krypterar och dekrypterar användarens hemmapp dynamiskt.
- Säker borttagning av filer
- Ett förbättrat Xcode - Ett utvecklar verktyg var kompileringstid förbättrats avsevärt.
- Ett förbättrat Ichat - Apples egna direktmeddelandeprogram fick stöd för videosamtal.
- PDF renderingstiderna förbättrades
- Filmärkning - Möjligheten att färglägga olika filer för att på så sätt organisera deras ändamål.
- Pixlet - En högdefinitionsvideo codec
- CoreAudio
- En typsnittsbok